# فرناندو نيلسون
فرناندو نيلسون (5 نوفمبر 1971 في البرتغال - ) هو لاعب كرة قدم برتغالي في مركز الدفاع. شارك مع منتخب البرتغال تحت 20 سنة لكرة القدم ومنتخب البرتغال تحت 21 سنة لكرة القدم ومنتخب البرتغال لكرة القدم. أما مع النوادي، فقد لعب مع أستون فيلا وسبورتينغ لشبونة ونادي بورتو ونادي فيتوريا سيتوبال وسالجويروس ‏.

## وصلات خارجية
- فرناندو نيلسون على موقع الاتحاد الدولي (مؤرشف)  (الإنجليزية)
- فرناندو نيلسون على موقع قاعدة بيانات كرة القدم.إي يو (الإنجليزية)
- فرناندو نيلسون على موقع ناشيونال فوتبول تيمز (الإنجليزية)
- فرناندو نيلسون على موقع Soccerbase.com (لاعب) (الإنجليزية)
- فرناندو نيلسون على موقع عالم كرة القدم.نت (الإنجليزية)